# Батлер, Пол (боксёр)
Пол Батлер (англ. Paul Butler; род. 11 ноября 1988, Честер, Англия, Великобритания) — британский боксёр-профессионал, выступающий во второй наилегчайшей и легчайшей весовых категориях.
Среди профессионалов бывший чемпион мира по версии IBF (2014), WBO (2022) в легчайшем весе.

## Профессиональная карьера
Батлер дебютировал на профессиональном ринге в декабре 2010 года.
В 2012 году завоевал титул чемпиона Великобритании по версии BBBofC, во втором наилегчайшем весе (до 52,2 кг).
В апреле 2013 года завоевал титул Британского Содружества.
21 сентября 2013 года завоевал интерконтинентальный титул по версии WBO, победив небитого чилийца, Мигеля Гонсалеса (17-0).
7 июня 2014 года Батлер победил по очкам соотечественника Стюарта Холла и стал новым чемпионом мира по версии IBF, в весовой категории до 53,5 кг.
6 марта 2015 года Батлер потерпел первое поражение в карьере от Золани Тете в бою за титул чемпиона мира по версии IBF, в весовой категории до 52,2 кг.

## Таблица профессиональных поединков
В таблице перечислены результаты всех поединков боксёров.
В каждой строке указан результат поединка. Дополнительно номер поединка обозначен цветом, который обозначает итог поединка. Расшифровка обозначений и цветов представлена в нижеследующей таблице.
| Пример | Расшифровка                     |
| ------ | ------------------------------- |
|        | Победа                          |
|        | Ничья                           |
|        | Поражение                       |
|        | Планируемый поединок            |
|        | Поединок признан несостоявшимся |
| КО     | Нокаут                          |
| ТКО    | Технический нокаут              |
| PTS    | Решение судей (по очкам)        |
| UD     | Единогласное решение судей      |
| MD     | Решение большинства судей       |
| SD     | Раздельное решение судей        |
| RTD    | Отказ от продолжения боя        |
| DQ     | Дисквалификация                 |
| NC     | Поединок признан несостоявшимся |

| 39 поединков, 36 побед (17 нокаутом), 3 поражения. | 39 поединков, 36 побед (17 нокаутом), 3 поражения. | 39 поединков, 36 побед (17 нокаутом), 3 поражения. | 39 поединков, 36 побед (17 нокаутом), 3 поражения. | 39 поединков, 36 побед (17 нокаутом), 3 поражения. | 39 поединков, 36 побед (17 нокаутом), 3 поражения. | 39 поединков, 36 побед (17 нокаутом), 3 поражения. |
| Бой                                                | Рекорд                                             | Дата                                               | Соперник                                           | Место боя                                          | Результат                                          | Данные о бое |
| -------------------------------------------------- | -------------------------------------------------- | -------------------------------------------------- | -------------------------------------------------- | -------------------------------------------------- | -------------------------------------------------- | --- |
| 39                                                 | 36-3                                               | 8 декабря 2023                                     | Набиль Ахмед (2-25-2)                              | The Fuse, Манчестер, Великобритания                | KO 2 (6), 1:45                                     | Ахмед в нокдауне во 2-м раунде, затем был нокаутирован. |
| 38                                                 | 35-3                                               | 16 июня 2023                                       | Джейсон Сервантес (12-31-3)                        | Хумо Арена, Ташкент, Узбекистан                    | TKO 1 (8), 2:42                                    | |
| 37                                                 | 35-3                                               | 13 декабря 2022                                    | Наоя Иноуэ (23-0)                                  | Ariake Arena, Токио, Япония                        | KO 11 (12), 1:09                                   | Бой за звание абсолютного чемпиона мира по версиям WBA-Super (4-я защита Иноуэ), IBF (5-я защита Иноуэ), The Ring (5-я защита Иноуэ) и WBC (1-я защита Иноуэ), WBO (1-я защита Батлера) в легчайшем весе. |
| ...                                                |                                                    |                                                    |                                                    |                                                    |                                                    | |
| 1                                                  | 1-0                                                | 11 декабря 2010                                    | Анвар Альфади (1-10-2)                             | Echo Arena, Ливерпуль, Великобритания              | PTS 4                                              | |
| Бой                                                | Рекорд                                             | Дата                                               | Соперник                                           | Место боя                                          | Результат                                          | Данные о бое |